# Branko Vukelić

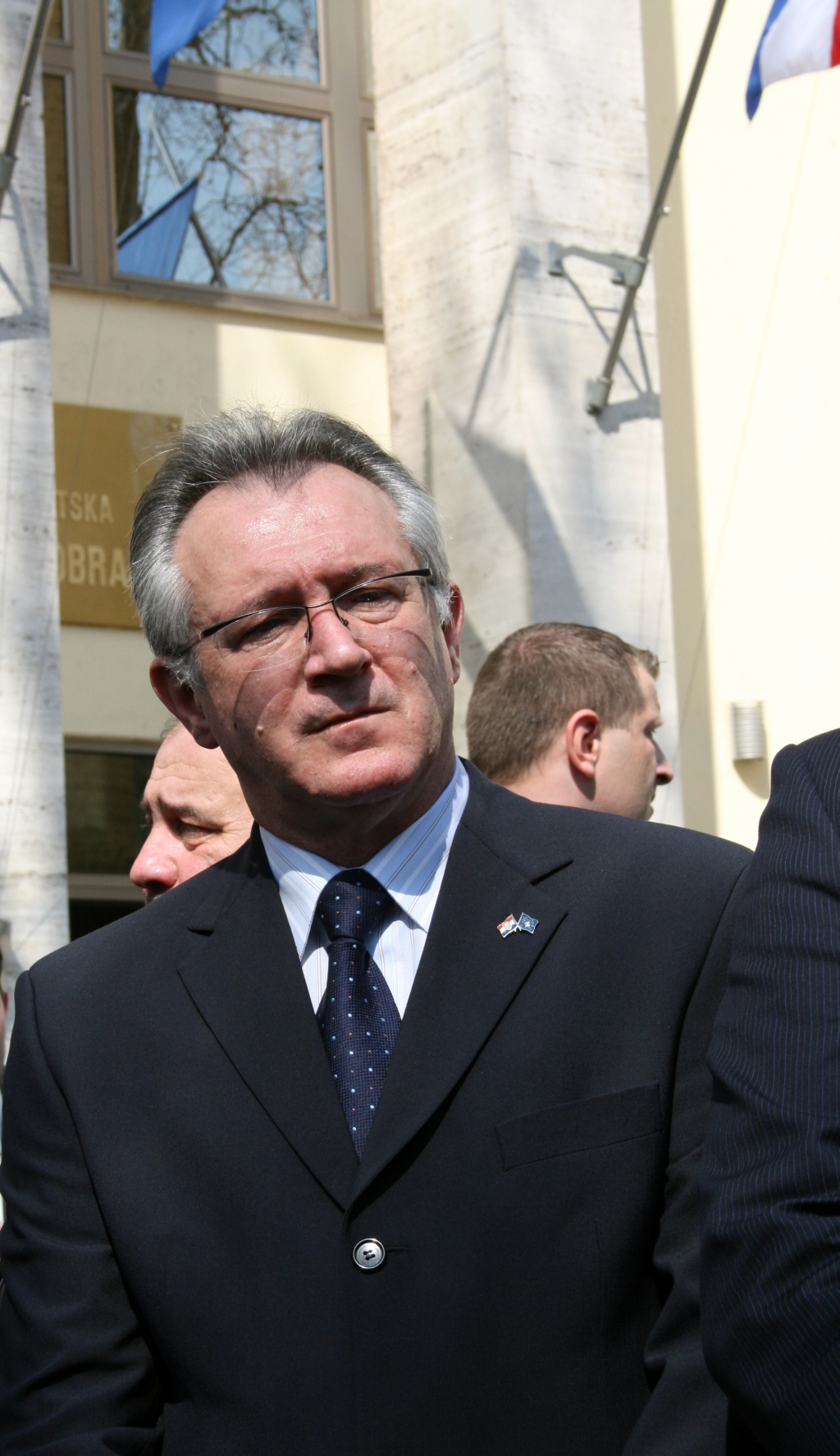
Branko Vukelić (2009)

Branko Vukelić (* 12. Januar 1958 in Karlovac; † 3. Mai 2013 ebenda) war ein kroatischer Politiker (HDZ). Er war nacheinander Wirtschafts- und Verteidigungsminister in der kroatischen Regierung.

## Leben
Vukelić schloss 1981 ein Studium an der Fakultät für Elektrotechnik und Informatik der Universität Zagreb ab. Von 1991 bis 1997 war er Geschäftsführer der Geschäftsstelle Karlovac des Mineralölkonzerns INA.
In seiner Heimatstadt Karlovac war er ab 1993 Mitglied des Stadtrates, dann von 1997 bis 2001 Bürgermeister, und danach wieder Mitglied des Stadtrates. Er war von Dezember 2003 bis Januar 2008 Wirtschaftsminister und im Anschluss bis Dezember 2010 Verteidigungsminister Kroatiens. Danach war er Abgeordneter im Sabor, dem kroatischen Parlament.
Ende Februar 2013 trat Vukelić nach 22-jähriger Parteimitgliedschaft aus der HDZ aus. Er kritisierte, die Parteispitze führe die Partei in eine falsche Richtung und untergrabe die innerparteiliche Demokratie.
Branko Vukelić starb im Alter von 55 Jahren an Bauchspeicheldrüsenkrebs. Er war verheiratet und hatte einen Sohn.